# Nikolaikirche (Roman)
Nikolaikirche ist ein Roman von Erich Loest, erschienen 1995. Er spielt im Wesentlichen in Leipzig und Umgebung zwischen März 1985 und dem 9. Oktober 1989. Rückblenden gehen zurück bis in die letzten Jahre der Weimarer Republik, behandeln aber meist die DDR.

## Inhalt
Im Mittelpunkt des in Episoden aus unterschiedlicher Perspektive erzählten Romans stehen Alexander (Sascha) Bacher, Offizier beim Ministerium für Staatssicherheit, sowie seine ältere Schwester Astrid Protter.
Sascha steht fest zur DDR und ihrem Überwachungssystem – er schreckt noch nicht einmal davor zurück, seine Mutter als Lockvogel für ihre Jugendliebe Linus Bornowski zu verwenden, einen DDR-Flüchtling, der als politischer Häftling mehrere Jahre in verschiedenen Haftanstalten der DDR verbracht hat, in Westberlin lebt und aus Anlass der Leipziger Messe nach vielen Jahren wieder die DDR besucht. Seine glückliche Beziehung zur Sprachdozentin Claudia Engelmann beendet Bacher ohne Zögern, als seine Vorgesetzten ihn dazu auffordern, da sie durch Bespitzelung herausgefunden haben, dass Claudia sich in kritischen, umweltpolitisch engagierten Kirchenkreisen bewegt. Bachers Dienstbeflissenheit wird mit der Beförderung zum Major belohnt.
Astrid ist in einer städtischen Planungsbehörde, im Bauamt, beschäftigt. Sie hat sich allmählich von der DDR distanziert und versucht sich dem System zu entziehen, indem sie zum Beispiel am Tag der Arbeit krankfeiert oder eine Studie ihrer Abteilung über den Zustand von Schulen als Einzige nicht unterschreibt. Irritiert empfiehlt ihr Vorgesetzter ihr einen Sanatoriumsaufenthalt, den sie später tatsächlich auch antritt, nachdem sie bei einem Ausflug am Rand eines Tagebaus gestürzt war.
Beide Geschwister stehen unter dem Einfluss ihres 1984 verstorbenen Vaters Albert Bacher, der 1932 in die Sowjetunion fliehen musste, da er den SA-Mann Röhnisch aus Rache für eine Beleidigung ermordet hatte. Im Zweiten Weltkrieg war er Teil einer sowjetischen Partisaneneinheit, bei der er sich immer wieder als Deutscher bewähren musste: Ihm oblag die ausnahmslose Hinrichtung der Gefangenen. In der DDR stieg Albert Bacher bis zum General der Volkspolizei auf; dass er auch für die Stasi tätig war, verheimlichte er vor seinen Kindern.
Eine zweite Personengruppe bilden kritische Kirchengruppen, vor allem die Gemeinde von Pfarrer Reichenbork in Königsau sowie die Leipziger Nikolaikirche, die von Pfarrer Ohlbaum (eine Kombination aus den Charakteren der beiden realen Pfarrer Christian Führer und Christoph Wonneberger) geleitet wird. Die Observation dieser Kreise, die zum Beispiel ein Forum für Ausreisewillige bieten oder die tabuisierte Sprengung der Universitätskirche Leipzig 1968 thematisieren, ist der Tätigkeitsschwerpunkt von Sascha. Dass auch seine Schwester Astrid sich den Demonstrationen im Umfeld der Nikolaikirche angeschlossen hat, bemerkt er nicht. Selbst als am Ende die Proteste die Dimensionen eines Volksaufstandes annehmen und der zuständige General der Volkspolizei über den Einsatz von Scharfschützen nachdenkt, kommen Sascha keine Bedenken: Der „Kampf war ja nicht beendet, neue Formen mußten gefunden werden.“
Im Roman wird immer wieder die schlechte ökonomische Verfassung der DDR angesprochen, etwa der mangelhafte Zustand der Straßen und Schultoiletten, die Umweltverschmutzung, die geringe Auswahl von Speisen und Getränken in Restaurants oder die fehlende Klimatisierung in den Zügen der Deutschen Reichsbahn.

## Rezensionen
Hans-Georg Soldat kommt in der Zeit zu einem differenzierten Urteil. Die Vielzahl der Charaktere des Romans bildeten ein „Biotop, das geradezu prototypisch für die gewesene DDR“ sei. „Alles in allem eine reichlich abgedroschene Konstellation“. Gelobt werden aber „die kleinen Gebärden, die literarischen Miniaturen“, die differenzierte Zeichnung des Systems. Die vielen Episoden und Erzählstränge „überfrachten das Buch. Es gibt keinen der grundlegenden, antagonistischen Konflikte der früheren DDR, der nicht irgendwo und irgendwie auftaucht.“
Siegfried Stadler in der Frankfurter Allgemeinen Zeitung bemerkt, dass Loest die beschriebene Zeit nur im Westen miterlebt habe; entsprechend heiße es im Untertitel seiner Rezension auch „Ohne Gewähr“. Loest mache die DDR-Gesellschaft „ärmer, als sie war“. Der Roman vereinfache die tatsächlichen Verhältnisse, denn die „DDR-Bürger […] bildeten auch ein komplizierteres Allgemeinwesen, als es Loest in seiner Familiengeschichte in Szene setzte.“ Kritisiert wird, dass zwar einige zeitgeschichtliche Dokumente in den Roman montiert werden, doch „Loest mach[e] kaum von seinem Phantasie-Recht Gebrauch“.

## Verfilmung
Der Roman wurde bereits im Jahr seines Erscheinens als Fernseh-Zweiteiler verfilmt. Die Regie führte Frank Beyer. Darsteller waren u. a. Barbara Auer, Ulrich Mühe und Peter Sodann.